# Oederemia umovii
Oederemia umovii là một loài bướm đêm trong họ Noctuidae.